# Gruppo basaltico del Columbia

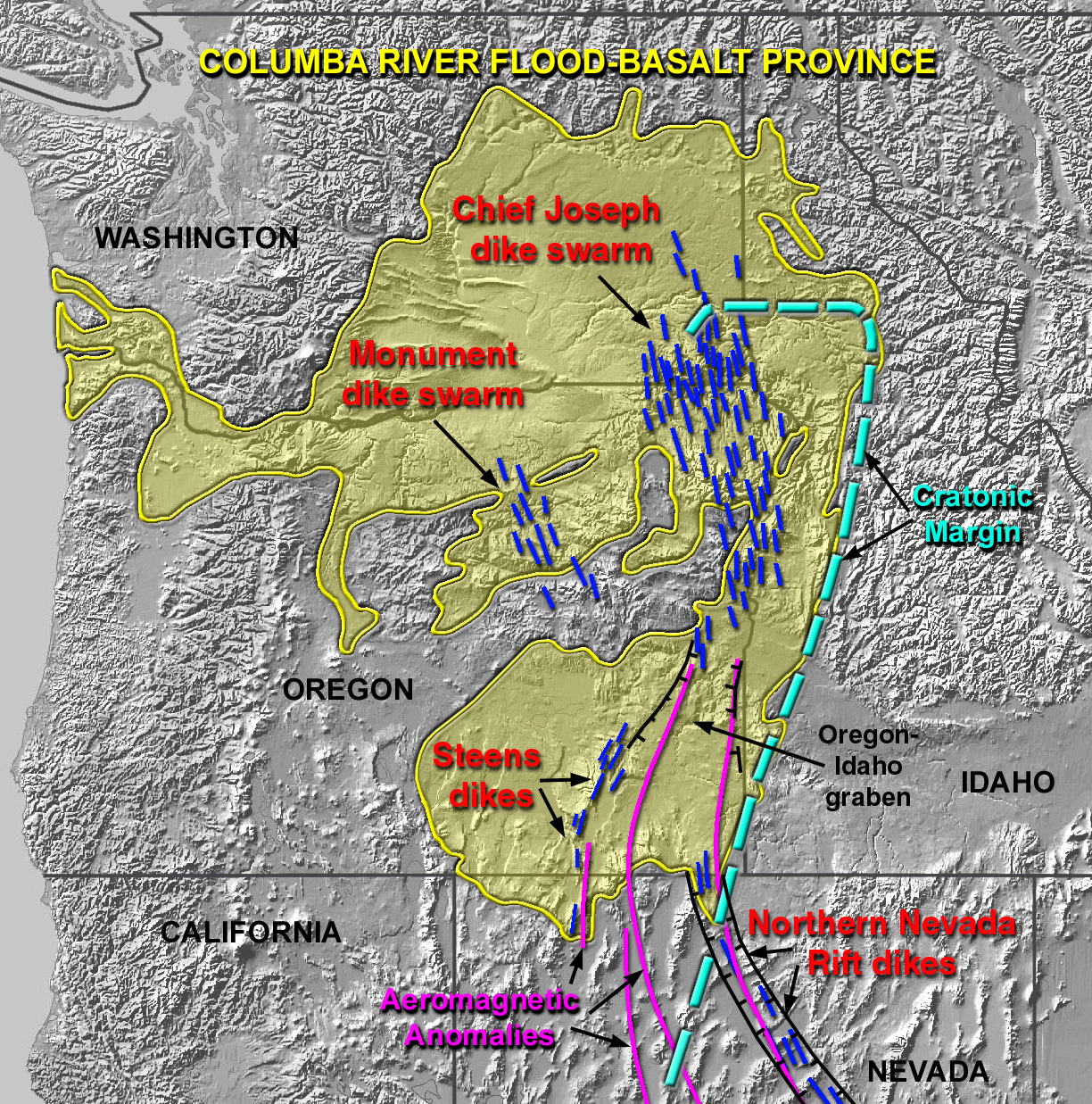
Il gruppo basaltico del Columbia si estende su cinque stati degli Stati Uniti d'America occidentali.

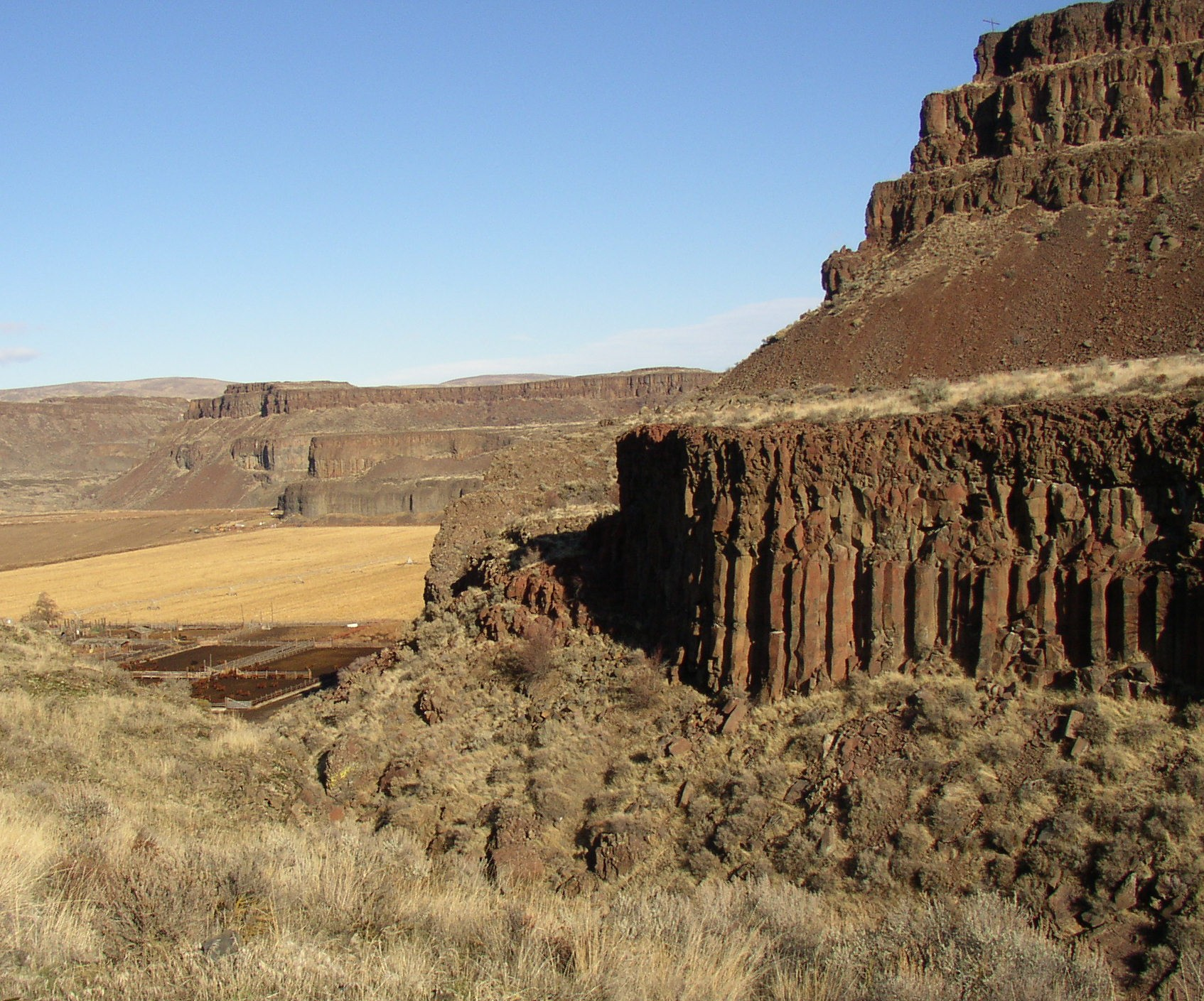
La zona dei Tre Diavoli nella Moses Coulee, (stato di Washington, USA), nel Gruppo basaltico del Columbia.

Il gruppo basaltico del Columbia, o gruppo basaltico del fiume Columbia, è una grande provincia ignea che si estende su gran parte degli Stati Uniti d'America occidentali, soprattutto negli stati di Washington, Oregon, Idaho, Nevada e California. Il gruppo include anche le formazioni basaltiche Steen e Picture Gorge.

## Introduzione
Nel Miocene medio e superiore, le colate basaltiche del gruppo basaltico del Columbia sommersero circa 163.700 km2 del Nord-ovest Pacifico dando luogo a una grande provincia ignea con un volume stimato di 174.300 km3. La massima intensità delle eruzioni si ebbe tra 17 e 14 milioni di anni fa, quando fuoruscì quasi il 99 percento del basalto. Le eruzioni continuarono poi in modo meno intenso tra 14 e 6 milioni di anni fa.
Le erosioni provocate dalle ripetute e devastanti inondazioni del lago glaciale Missoula, hanno esposto queste colate laviche facendo affiorare molti strati dei flussi basaltici al Wallula Gap, nella parte inferiore del corso del Palouse, nella gola del Columbia e nella zona delle Channeled Scablands.
Si ritiene che il gruppo basaltico del Columbia sia potenzialmente collegato al gruppo di Chilcotin, situato nella parte centro-meridionale della Columbia Britannica, in Canada. I sedimenti della formazione Latah negli stati di Washington e Idaho, sono interconnessi con molti strati delle colate basaltiche del gruppo del Columbia e affiorano in vari punti della regione.
La datazione assoluta, soggetta a incertezza statistica, è determinata attraverso la datazione radiometrica utilizzando i rapporti isotopici tra 40Ar/39Ar della datazione al potassio-argo, che può essere utilizzata per identificare l'epoca di solidificazione del basalto.
Nei depositi basaltici del gruppo del Columbia l' 40Ar, prodotto dal decadimento del 40K, si accumula solo dopo la solidificazione del fuso.
Altri importanti flussi basaltici del pianeta si incontrano nei Trappi del Deccan, in India, risalenti al Cretaceo e estesi su 500.000 km2 e nel Trappo siberiano, risalente al Permiano superiore, che si estende su 2 milioni di km2 in Russia.